# Yasujiro Ozu
Yasujirō Ozu (小津 安二郎, Ozu Yasujirō, Tóquio, 12 de dezembro de 1903 — Tóquio, 12 de dezembro de 1963) foi um diretor de cinema e roteirista japonês. Ele começou sua carreira durante a era do cinema mudo e seus últimos filmes foram a cores. Ozu primeiro fez uma série de comédias curtas, antes de voltar a temas mais sérios na década de 1930. Casamento e família, especialmente as relações entre as gerações, estão entre os temas em sua obra. Suas obras de maior evidência incluem Banshun (1949), Bakushū (1951), Tōkyō Monogatari (1953), e Ukigusa (1959).
Sua reputação continuou a crescer desde a sua morte, e ele é amplamente considerado como um dos diretores mais influentes do mundo. Na pesquisa da Sight & Sound de 2012, o filme Tōkyō Monogatari de Ozu foi eleito o terceiro melhor filme de todos os tempos pelos críticos em todo o mundo. No mesmo inquérito, Tōkyō Monogatari foi considerado o melhor filme de todos os tempos por 358 realizadores e cineastas ao redor do globo.

## Biografia

### Primeiros anos
Nasceu em Fukagawa, em Tóquio, sendo o segundo filho de um comerciante, Toranosuke Ozu, e sua esposa, Asae. Sua família era de um dos ramos dos Ozu Yoemon de Ise, e Toranosuke era da 5ª geração de um empreendimento de adubo da família sediado em Nihonbashi. Asae possuía linhagem com a família comerciante Nakajō. Ozu tinha cinco irmãos e irmãs. Quando tinha três anos, desenvolveu meningite e ficou em coma por alguns dias. Asae se dedicou a cuidar dele e Ozu se recuperou. Ele frequentou a creche e a escola primária Meiji. Em março de 1913, aos nove anos de idade, ele e seus irmãos foram enviados pelo seu pai para viver em sua cidade natal em Matsusaka, Prefeitura de Mie, onde ele permaneceu lá até 1924. Em março de 1916, com 12 anos, ele ingressou naquilo que hoje é a Escola Secundária de Ujiyamada. Desde cedo se interessa pelo cinema e aproveita o tempo para ver o máximo de filmes que podia, frequentemente faltava às aulas para assistir a filmes como Quo Vadis ou Gli ultimi giorni di Pompei. Em 1917, viu o filme Civilization e decidiu que queria ser realizador.
Em março de 1921, Ozu concluiu o ensino médio. Tentou o exame de admissão para o que é hoje o departamento de economia da Universidade de Kobe, mas falhlou. Em 1922, prestou exame para uma escola de formação de professores, mas também não passou. Em 31 de março de 1922, começou a trabalhar como professor substituto numa escola na prefeitura de Mie. Diz-se que fazia a longa viagem da escola nas montanhas para assistir a filmes nos fins de semana. Em dezembro de 1922, a sua família, com exceção de Ozu e da sua irmã, mudou-se de volta para Tóquio para viver com o pai. Em março de 1923, quando a sua irmã se formou, ele também voltou a viver em Tóquio.

### Entrando no meio cinematográfico

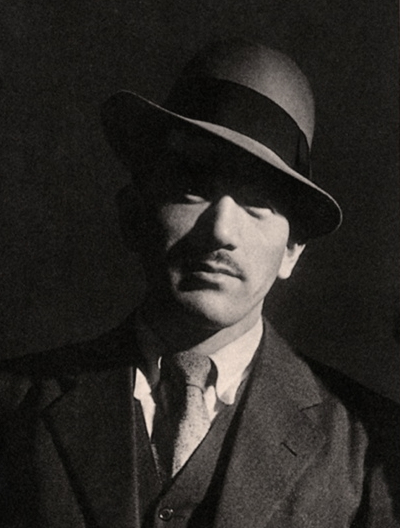
Ozu atuando em seu filme de 1937, Hijōsen no Onna

Com o seu tio a servir de intermediário, ele se juntou à Companhia Cinematográfica Shochiku, trabalhando, inicialmente, como assistente de fotografia e de realização, em 1 de agosto de 2023, contra a vontade do seu pai. A casa de sua família foi destruída no terramoto de 1923, mas nenhum membro da sua família ficou ferido.
Em 12 de dezembro de 1924, Ozu iniciou um ano de serviço militar. Terminou o seu serviço militar em 30 de novembro de 1925, saindo com a patente de cabo.
Em 1926, ele tornou-se terceiro assistente de realização na Shochiku. Em 1927, esteve envolvido num incidente em que deu um soco a outro funcionário por furar a fila na cafetaria do estúdio. Chamado ao escritório do diretor do estúdio, aproveitou a oportunidade para apresentar um guião de filme que tinha escrito. Em setembro de 1927, foi promovido a realizador no departamento de filmes jidaigeki (filmes japoneses de época), onde dirigiu o seu primeiro filme, Zange no Yaiba, que desde então está perdido. Zange no Yaiba foi escrito por Ozu, com um argumento de Kogo Noda, que se tornaria seu co-argumentista pelo resto de sua carreira. Em 25 de setembro, ele foi convocado para o serviço militar até novembro, o que significou que o filme teve que ser parcialmente concluído por outro realizador.
Em 1928, Shiro Kido, o chefe do estúdio Shochiku, decidiu que a empresa se concentraria na produção de filmes curtos de comédia sem atores famosos. Ozu dirigiu muitos desses filmes. O filme Nikutaibi, lançado em 1 de dezembro de 1928, foi o primeiro filme de Ozu a usar uma posição de câmera baixa, que se tornaria sua marca registrada. Após uma série de filmes "sem estrelas", em setembro de 1929, foi lançado o primeiro filme de Ozu com estrelas, Daigaku wa Deta Keredo, estrelado por Minoru Takada e Kinuyo Tanaka. Em janeiro de 1930, ele foi encarregado da principal estrela da Shochiku, Sumiko Kurishima, no filme de ano novo Kekkongaku nyūmon. Seus filmes subsequentes de 1930 impressionaram Shiro Kido o suficiente para convidar Ozu para uma viagem a uma estância termal. Em seus primeiros trabalhos, Ozu usava o pseudônimo "James Maki" para o crédito de argumento. Seu filme Ojōsan, com um elenco de muitas estrelas, foi a primeira vez que ele usou o nome de James Maki e também foi seu primeiro filme a aparecer na lista "Best Ten" da revista de cinema Kinema Jumpo, estando na terceira posição.
Em 1932, o seu filme Umarete wa Mita Keredo, uma comédia sobre a infância com tons sérios, foi recebido pelos críticos de cinema como a primeira obra notável de crítica social no cinema japonês, dando a Ozu ampla aclamação. Em 1935, Ozu fez um documentário curto com trilha sonora: Kagami Jishi, no qual o ator Kikugoro VI realizou uma dança kabuki com o mesmo título. Este foi feito a pedido do Ministério da Educação. Como o resto da indústria cinematográfica do Japão, Ozu foi lento em mudar para a produção de filmes sonoros: seu primeiro filme com falas foi Hitori Musuko em 1936, cinco anos após o primeiro filme sonoro do Japão, Madamu to nyōbō de Heinosuke Gosho, ser lançado.

### Durante a guerra
Em julho de 1937, numa altura em que o estúdio Shochiku demonstrava descontentamento com o insucesso comercial dos filmes de Ozu, apesar dos louvores e prémios com que a crítica o celebrava, é recrutado com 34 anos e servirá ao Exército Imperial Japonês. Ele chegou a Xangai em 27 de setembro de 1937 como parte de um regimento de infantaria que lidava com armas químicas. Ele começou como cabo, mas foi promovido a sargento em 1º de junho de 1938. De janeiro até setembro de 1938, esteve em Nanquim, onde conheceu o realizador Sadao Yamanaka, que estava nas proximidades. Em setembro, Yamanaka faleceu devido a uma doença. Em 1939, Ozu foi enviado para Hankou, onde participou da Batalha de Nanchang e da Batalha do Rio Xiushui. Em junho, recebeu ordens para regressar ao Japão, chegando a Kobe em julho, com seu período de conscrição terminou em 16 de julho de 1939.
Alguns dos diários publicados de Ozu cobrem suas experiências durante a guerra entre 20 de dezembro de 1938 e 5 de junho de 1939. Outro diário dos seus anos de guerraJinchū nikki (陣中日記, lit. "Diário de Jinchu") ele expressamente proibiu de ser publicado. Nos diários publicados, há referência à participação do seu grupo na guerra química (em violação do Protocolo de Genebra, embora o Japão tenha se retirado da Liga das Nações em 1933), por exemplo, em várias entradas de março de 1939. Em outras passagens, ele descreve soldados chineses de maneira desdenhosa, comparando-os a insetos. Apesar de atuar como líder de esquadrão militar, Ozu mantém sua perspectiva de realizador, comentando uma vez que o choque inicial e a agonia subsequente de um homem enquanto é brutalmente assassinado são muito parecidos com a representação em filmes de época.
Os escritos de Ozu oferecem uma visão sobre o uso de mulheres de conforto pelo exército japonês. Numa carta enviada a amigos no Japão em 11 de abril de 1938, do condado de Dingyuan, na província de Anhui, na China, Ozu discute o protocolo das estações de conforto usando termos codificados. Num diário datado de 13 de janeiro de 1939, Ozu escreve de forma mais explícita sobre a próxima visita do seu grupo a uma estação de conforto perto de Yingcheng. Ele menciona a distribuição de dois bilhetes, pomada e profiláticos, assim como a presença de três mulheres coreanas e doze chinesas mantidas na estação de conforto para uso dos soldados. Ozu também menciona as tarifas e os horários da estação de conforto.
Em 1939, ele escreveu o primeiro rascunho do guião para Ochazuke no Aji, mas arquivou-o devido a extensas alterações exigidas pela censura militar. O primeiro filme realizado por Ozu ao regressar, Toda-ke no Kyōdai, de 1941, foi um sucesso de bilheteira e de crítica. Ele seguiu com Chichi Ariki (1942), que explorava os fortes laços de afeto entre um pai e um filho apesar dos anos de separação.
Em 1943 foi, de novo, alistado no exército para realizar um filme de propaganda na Birmânia. Em vez disso, porém, foi enviado para Singapura onde fez um documentário intitulado "Derii e, Derii e" sobre Chandra Bose, político indiano. Em Singapura, tendo pouca inclinação para trabalhar, passou grande parte do seu tempo lendo, jogando tênis e a ver filmes norte-americanos confiscados pelo exército. Ozu ficou admirado com a obra-prima de Orson Welles, Citizen Kane. Ele ocupava um quarto no quinto andar do Cathay Building, com vista para o mar, onde recebia convidados, desenhava e colecionava tapetes. No final da Segunda Guerra Mundial, em agosto de 1945, Ozu destruiu o guião e todas as filmagens do filme sobre Bose. Ele foi detido como civil e trabalhou numa plantação de borracha. Da sua equipa de filme de 32 pessoas, havia apenas espaço para 28 no primeiro barco de repatriação para o Japão. Ozu ganhou um sorteio que lhe dava um lugar, mas deu-o a outra pessoa que estava muito ansiosa para retornar.

### Pós-guerra
Ozu regressou ao Japão em fevereiro de 1946 e mudou-se de volta para casa da sua mãe, que tinha estado a viver com a sua irmã em Noda, na prefeitura de Chiba. Ele apresentou-se para trabalhar nos estúdios Ofuna em 18 de fevereiro de 1946. O seu primeiro filme lançado após a guerra foi Nagaya Shinshiroku em 1947. Por volta dessa época, o ryokan (estalagem japonesa) Chigasakikan, tornou-se o local preferido de Ozu para escrever os seus guiões.

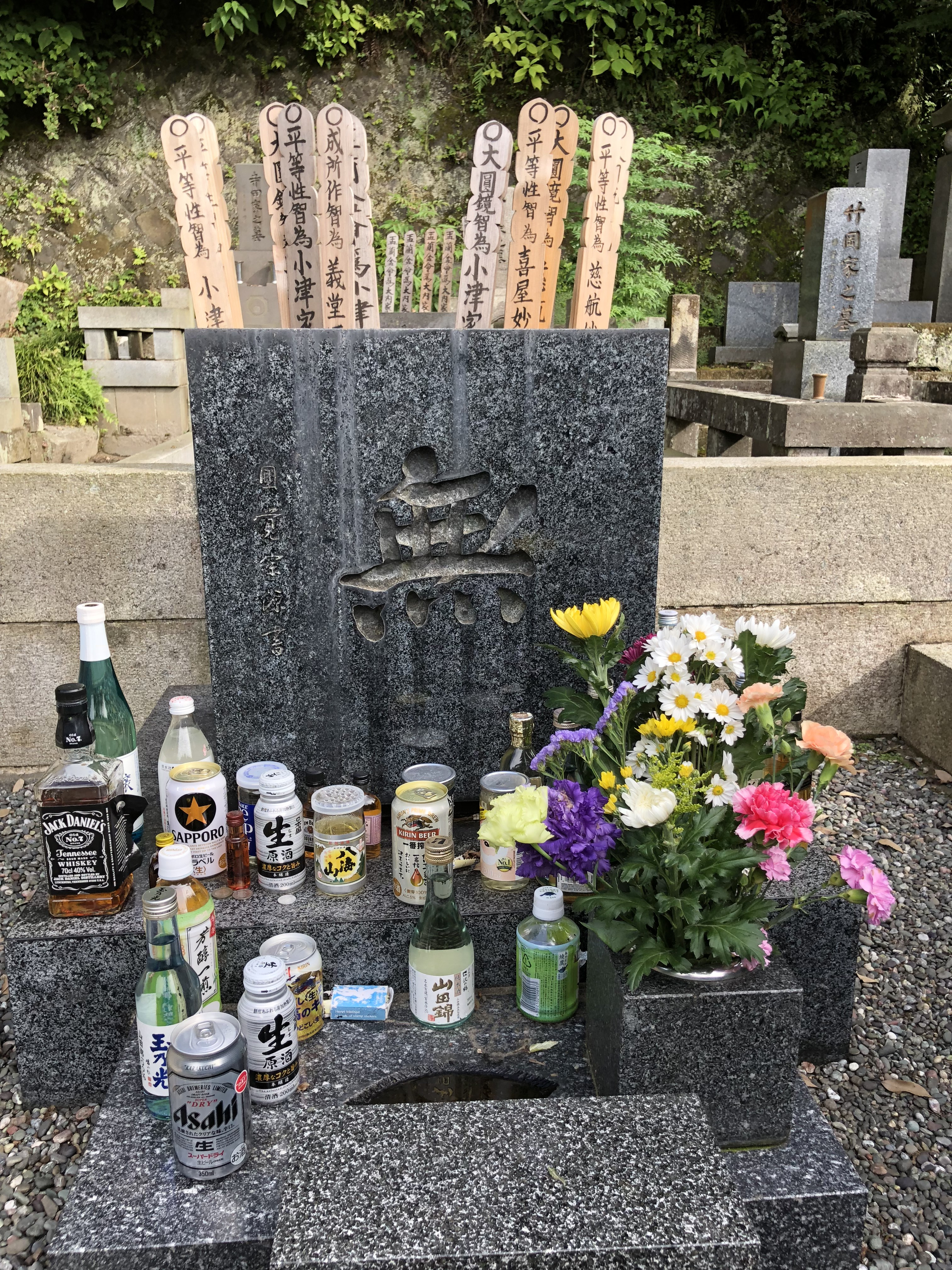
Lápide de Ozu em Engaku-ji, Kamakura, em 2018

Tōkyō Monogatari foi o último guião que Ozu escreveu no Chigasakikan. Nos anos seguintes, Ozu e Noda usaram uma pequena casa nas montanhas em Tateshina, na prefeitura de Nagano, chamada Unkosō, para escrever guiões, com Ozu a ficar numa casa próxima chamada Mugeisō.
Os seus filmes começaram a ter uma receção mais favorável a partir do final da década de 1940, com filmes da "Trilogia Noriko" (com a atriz Setsuko Hara), Banshun (1949), Bakushū (1951) e Tokyo monogatari (1953), sendo Tōkyō Monogatari amplamente considerado sua obra-prima. Banshun, o primeiro destes filmes, marcou o início do sucesso comercial de Ozu e o desenvolvimento do seu estilo cinematográfico e narrativo. Estes três filmes foram seguidos pelo seu primeiro filme a cores, Higanbana, em 1958, Ukigusa em 1959 e Akibiyori em 1960. Trabalhou frequentemente com o argumentista (guionista) Kogo Noda; entre outros colaboradores regulares contam-se o diretor de fotografia Yuharu Atsuta e os atores Chishu Ryu, Setsuko Hara e Haruko Sugimura.
O trabalho de Ozu era raramente exibido no exterior antes da década de 1960; no entanto, Tōkyō Monogatari ganhou reconhecimento após vencer o Prémio Sutherland no Festival de Cinema de Londres de 1958. O último filme de Ozu foi Sanma no Aji, lançado em 1962.

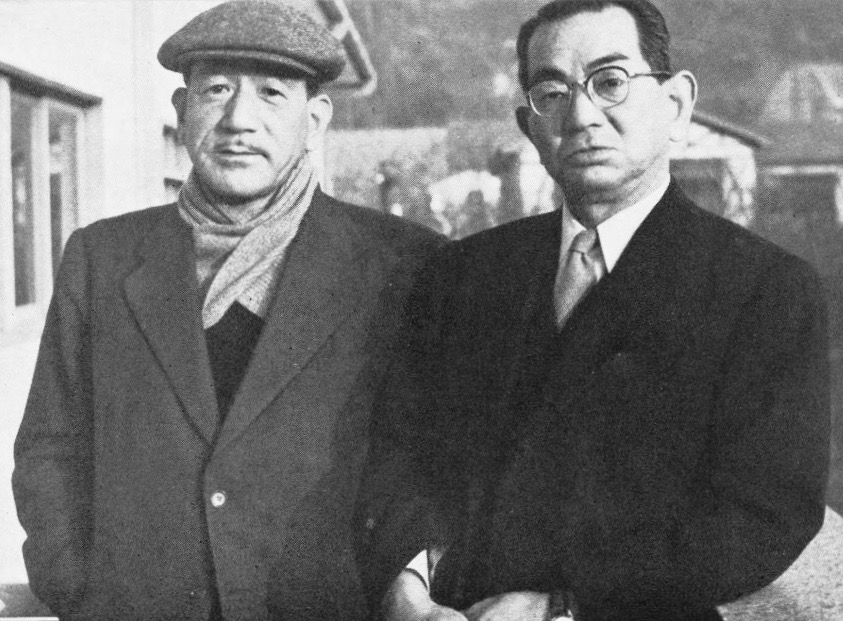
Ozu com seu argumentista e amigo de longa data, Kogo Noda

Ele foi presidente do Sindicato de Diretores do Japão de 1955 até sua morte em 1963. Em 1959, tornou-se o primeiro laureado do campo do cinema a receber o Prémio da Academia de Arte do Japão.
Ozu era conhecido por gostar de beber. Ele e Noda mediam o progresso de seus roteiros pela quantidade de garrafas de saquê consumidas. Ozu nunca se casou e viveu com sua mãe até ela falecer em 1961.
Fumante, Ozu morreu de cancro da garganta em 1963, no mesmo dia em que completou sessenta anos. O túmulo que compartilha com sua mãe em Engaku-ji, em Kamakura, não tem nome — apenas o caractere "mu" ("nada").

## Legado e estilo
Ozu é tão conhecido pelo estilo técnico e inovação de seus filmes quanto pelo conteúdo narrativo. O estilo de seus filmes é mais marcante em suas obras posteriores, um estilo que ele não havia desenvolvido completamente até seus filmes com som do pós-guerra. Ele não seguia as convenções de Hollywood. Em vez de usar os típicos planos sobre o ombro em suas cenas de diálogo, como a maioria dos diretores, a câmera foca diretamente nos atores, o que tem o efeito de colocar o espectador no meio da cena. Ao longo de sua carreira, Ozu utilizava uma lente de 50mm, que é geralmente considerada a lente mais próxima da visão humana.

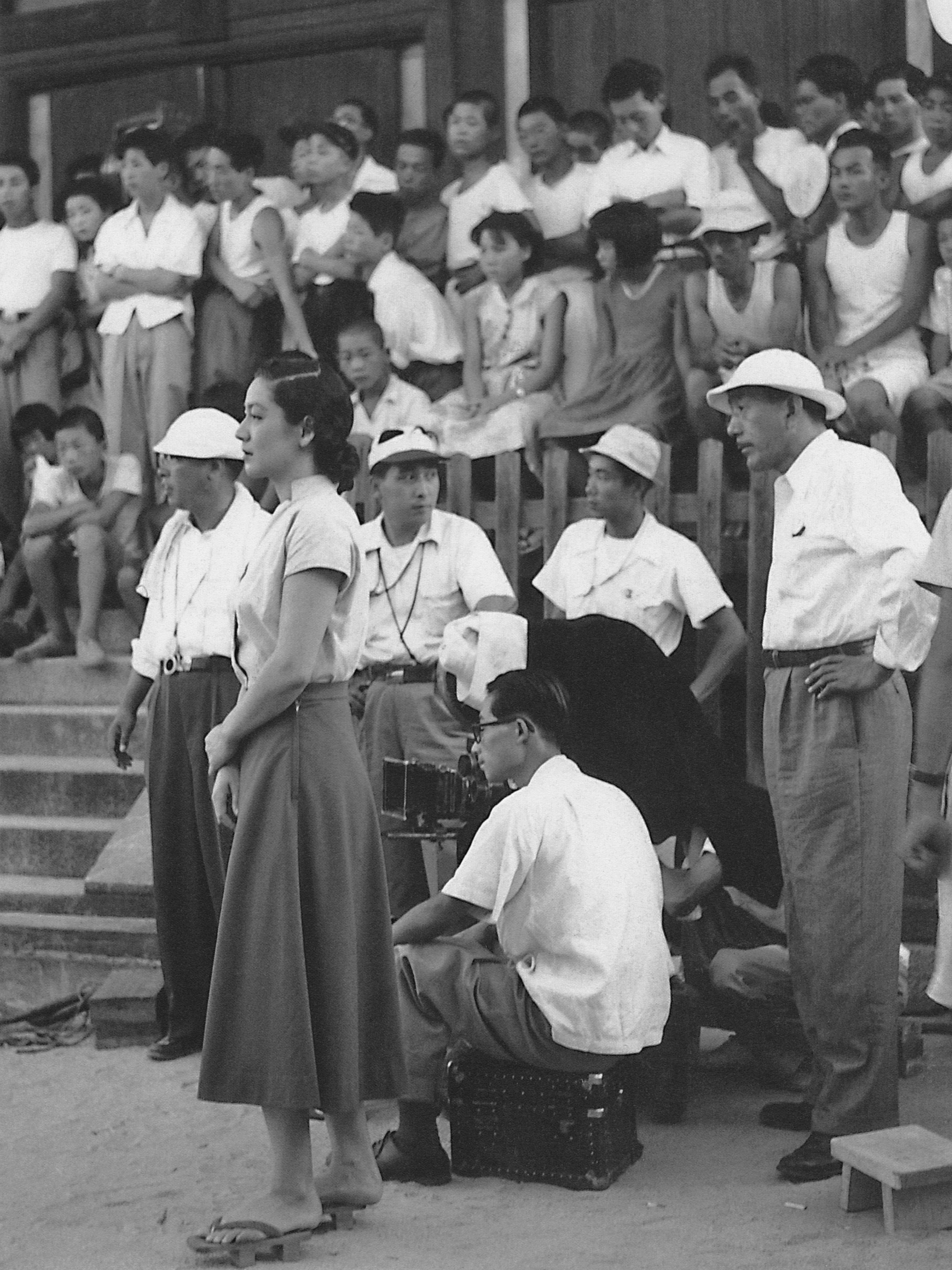
A atriz Setsuko Hara (primeiro plano, esquerda) e o diretor Yasujirō Ozu (extrema direita, com as mãos na cintura) filmando Tōkyō Monogatari (1953)

Ozu não utilizava transições típicas entre cenas. Entre as cenas, ele mostrava imagens de certos objetos estáticos como transições, ou usava cortes diretos, ao invés de fades ou dissolvimentos. Na maioria das vezes, esses objetos estáticos eram prédios, onde a próxima cena interna ocorreria. Durante elas, ele às vezes usava música, que poderia começar no final de uma cena, progredir através da transição estática e desvanecer na nova cena. Ele raramente usava música não diegética em cenas além das transições. Ozu movia a câmera cada vez menos e parou de usar completamente travellings em seus filmes coloridos. No entanto, David Bordwell argumenta que Ozu é um dos poucos diretores a "criar uma alternativa sistemática ao cinema de continuidade de Hollywood, mas o faz mudando apenas algumas premissas".
Ozu inventou a "tomada de tatami", filmado a baixa altura, o que provoca um determinado efeito de identificação do espectador com o ponto de vista da câmara, onde, assemelha-se ao nível de alguém olhando ajoelhado num tatami. Na verdade, a câmera de Ozu muitas vezes está ainda mais baixa, apenas um ou dois pés acima do chão, o que exigia o uso de tripés especiais e sets elevados. Ele utilizava essa baixa altura mesmo em cenas em que não havia personagens sentados, como quando seus personagens caminhavam em corredores. Quando Ozu fez a transição para o cinema colorido, escolheu filmar usando o processo de cor alemão Agfacolor, pois sentia que capturava os vermelhos muito melhor do que qualquer outro processo de cor.
Ozu evitava as regras tradicionais da narrativa cinematográfica, mais notavelmente a continuidade de olhares. Em sua crítica de a Ukigusa (1959), o crítico de cinema Roger Ebert relata:
"Ozu uma vez teve um jovem assistente que sugeriu que talvez ele devesse filmar conversas de modo que parecesse ao público que os personagens estavam se olhando. Ozu concordou com um teste. Eles filmaram uma cena das duas maneiras e compararam. 'Está vendo?', disse Ozu. 'Nenhuma diferença!'"
Ozu também foi um inovador na estrutura narrativa japonesa através do uso de elipses, ou a decisão de não representar eventos importantes na história. Em Sanma no Aji (1962), por exemplo, um casamento é apenas mencionado em uma cena, e a sequência seguinte faz referência a este casamento (que já ocorreu); o próprio casamento nunca é mostrado. Isso é típico dos filmes de Ozu, que evitam o melodrama ao elidir momentos que frequentemente seriam usados em Hollywood na tentativa de provocar uma reação emocional da audiência.
Ozu passou a ser reconhecido internacionalmente quando seus filmes foram exibidos no exterior. Monografias influentes de Donald Richie, Paul Schrader e David Bordwell garantiram uma ampla apreciação do estilo, estética e temas de Ozu pelo público anglófono.

## Tributos e documentários
A influência de Ozu no cinema oriental é indubitável: Akira Kurosawa e Kenji Mizoguchi, que despertaram primeiramente a curiosidade cinéfila europeia em relação ao cinema japonês são, de certa forma, tributários do seu estilo. Verifica-se que muitos cineastas ocidentais tomaram Ozu como mestre. Jim Jarmusch e Hal Hartley seguem de perto os seus ensinamentos, nos Estados Unidos da América.
Em 1984, Wim Wenders filmou Tokyo-Ga, um documentário sobre Ozu, onde o realizador viaja até ao Japão para explorar o mundo desse cineasta, entrevistando tanto Chishū Ryū como Yuharu Atsuta.
Em Portugal, João Botelho inspirou-se no seu filme Tōkyō Monogatari para realizar Um Adeus Português, de 1986.
Ozu foi votado o décimo maior realizador de todos os tempos na pesquisa de 2002 da Sight & Sound do British Film Institute sobre os 10 melhores diretores segundo os críticos. Tōkyō Monogatari de Ozu apareceu várias vezes na pesquisa da Sight & Sound dos melhores filmes selecionados por críticos e cineastas. Em 2012, ele liderou a pesquisa das escolhas dos realizadores de cinema de "melhor filme de todos os tempos". Ozu foi um dos cineastas favoritos do crítico de cinema Roger Ebert, que o descreveu como o diretor mais humanista de todos os tempos.
Em 2003, o estúdio Shochiku produziu o filme Kōhī Jikō, dirigido pelo cineasta taiwanês Hou Hsiao-hsien como homenagem a Ozu, com referência direta ao filme Tōkyō Monogatari (1953) do mestre falecido, com estreia marcada para o aniversário de Ozu.
Em 2013, o realizador Yoji Yamada da série de filmes Otoko wa Tsurai yo fez uma readaptação de Tōkyō Monogatari em um contexto moderno, intitulado Tōkyō Kazoku.
Em 2023, estreou a série de televisão OZU: Ozu Yasujirō ga Kaita Monogatari (OZU～小津安二郎が描いた物語～), baseada em vários filmes de Yasujirō Ozu.

## Filmografia
| Ano                            | Título                                      | Título                         | Título                                                         | Notas                                             |
| Ano                            | Original                                    | Portugal                       | Brasil                                                         | Notas                                             |
| ------------------------------ | ------------------------------------------- | ------------------------------ | -------------------------------------------------------------- | ------------------------------------------------- |
| Filmes mudos                   |                                             |                                |                                                                |                                                   |
| 1927                           | Zange no Yaiba                              |                                |                                                                | Perdido                                           |
| 1928                           | Wakōdo no yume                              |                                |                                                                | Perdido                                           |
| 1928                           | Nyōbō funshitsu                             |                                |                                                                | Perdido                                           |
| 1928                           | Kabocha                                     |                                |                                                                | Perdido                                           |
| 1928                           | Hikkoshi fūfu                               |                                |                                                                | Perdido                                           |
| 1928                           | Nikutaibi                                   |                                |                                                                | Perdido                                           |
| 1929                           | Takara no yama                              |                                |                                                                | Perdido                                           |
| 1929                           | Gakusei Romance: Wakaki Hi                  |                                | Dias de Juventude                                              | Filme sobrevivente mais antigo de Ozu             |
| 1929                           | Wasei kenka tomodachi                       |                                |                                                                | Apenas 14 minutos sobrevivem                      |
| 1929                           | Daigaku wa Deta Keredo                      |                                | Eu Passei de Ano, Mas...                                       | Apenas 10 minutos sobrevivem                      |
| 1929                           | Kaishain seikatsu                           |                                |                                                                | Perdido                                           |
| 1929                           | Tokkan kozō                                 |                                |                                                                | Curta-metragem                                    |
| 1930                           | Kekkongaku nyūmon                           |                                |                                                                | Perdido                                           |
| 1930                           | Hogaraka ni ayume                           |                                |                                                                |                                                   |
| 1930                           | Rakudai wa Shitakeredo                      |                                | Eu Repeti de Ano, Mas...                                       |                                                   |
| 1930                           | Sono Yo no Tsuma                            |                                | A Eposa de uma Noite/Mulher de uma Noite                       |                                                   |
| 1930                           | Erogami no onryō                            |                                |                                                                | Perdido                                           |
| 1930                           | Ashi ni sawatta kōun                        |                                |                                                                | Perdido                                           |
| 1930                           | Ojōsan                                      |                                |                                                                | Perdido                                           |
| 1931                           | Shukujo to hige                             |                                |                                                                |                                                   |
| 1931                           | Bijin aishu                                 |                                |                                                                | Perdido                                           |
| 1931                           | Tōkyō no Kōrasu                             |                                | Coral de Tóquio                                                |                                                   |
| 1932                           | Haru wa gofujin kara                        |                                |                                                                | Lost                                              |
| 1932                           | Otona no Miru Ehon — Umarete wa Mita Keredo | Nasci, Mas...                  | Meninos de Tóquio                                              |                                                   |
| 1932                           | Seishun no yume ima izuko                   |                                |                                                                |                                                   |
| 1932                           | Mata au Hi Made                             |                                |                                                                | Perdido                                           |
| 1933                           | Tōkyō no Onna                               |                                | Mulher de Tóquio                                               |                                                   |
| 1933                           | Hijōsen no Onna                             |                                | A Delinquente/ Mulheres em Luta                                |                                                   |
| 1933                           | Dekigokoro                                  |                                | Coração Caprichoso                                             |                                                   |
| 1934                           | Haha o Kowazuya                             |                                | Uma Mãe Deve ser Amada                                         |                                                   |
| 1934                           | Ukigusa Monogatari                          |                                | Uma História de Ervas Flutuantes                               |                                                   |
| 1935                           | Hakoiri musume                              |                                |                                                                | Perdido                                           |
| 1935                           | Tōkyō no Yado                               | Uma Estalagem em Tóquio        | Uma Estalagem em Tóquio/ Um Hotel em Tóquio                    |                                                   |
| 1936                           | Daigaku yoitoko                             |                                |                                                                | Perdido                                           |
| Filmes preto e branco com sons |                                             |                                |                                                                |                                                   |
| 1936                           | Kagami jishi                                |                                |                                                                | Documentário curto                                |
| 1936                           | Hitori Musuko                               |                                | Filho Único                                                    |                                                   |
| 1937                           | Shukujo wa Nani o Wasureta ka               |                                | O Que Foi Que a Senhora Esqueceu?/ O Que Esta Mulher Esqueceu? |                                                   |
| 1941                           | Todake no Kyōdai                            |                                | Os Irmãos da Família Toda/ Os Irmãos e Irmãs da Família Toda   |                                                   |
| 1942                           | Chichi Ariki                                | Havia um Pai                   | Era uma vez um Pai                                             |                                                   |
| 1947                           | Nagaya Shinshiroku                          |                                | Discurso de um Proprietário                                    |                                                   |
| 1948                           | Kaze no Naka no Mendori                     |                                | Uma Galinha no Vento                                           |                                                   |
| 1949                           | Banshun                                     | Primavera Tardia               | Pai e Filha                                                    | Primeiro filme de Ozu com Setsuko Hara            |
| 1950                           | Munekata Kyōdai                             |                                | As Irmãs Munekata                                              |                                                   |
| 1951                           | Bakushū                                     | Verão Prematuro                | Também Fomos Felizes                                           |                                                   |
| 1952                           | Ochazuke no Aji                             |                                | O Sabor do Chá Verde sobre o Arroz                             | Adaptado a partir de um roteiro censurado de 1939 |
| 1953                           | Tōkyō Monogatari                            | A Viagem a Tóquio              | Era Uma Vez em Tóquio                                          |                                                   |
| 1956                           | Sōshun                                      | Primavera Prematura            | Começo de Primavera                                            |                                                   |
| 1957                           | Tōkyō Boshoku                               |                                | Crepúsculo em Tóquio                                           |                                                   |
| Filmes a cores                 |                                             |                                |                                                                |                                                   |
| 1958                           | Higanbana                                   | A Flor do Equinócio            | Flor do Equinócio                                              | Primeiro filme de Ozu a cores                     |
| 1959                           | Ohayō                                       | Bom Dia                        | Bom Dia                                                        | Refilmagem de Umarete wa Mita Keredo              |
| 1959                           | Ukigusa                                     | Ervas Flutuantes               | Ervas Flutuantes                                               | Refilmagem de Ukikusa Monogatari                  |
| 1960                           | Akibiyori                                   | O Fim do Outono                | Dia de Outono                                                  |                                                   |
| 1961                           | Kohayagawa-ke no Aki                        | O Outono da Família Kohayakawa | Fim de Verão                                                   | Último filme de Ozu com Setsuko Hara              |
| 1962                           | Sanma no Aji                                | O Gosto do Saké                | A Rotina Tem Seu Encanto                                       | Última produção de Ozu                            |